# Аксёнова, Галина Владимировна
Гали́на Влади́мировна Аксёнова (род. 23 марта 1960; Москва) — российский историк, доктор исторических наук, доцент, писатель и публицист. Автор ряда научно-популярных книг, монографий и биографий русских художников, а также более 200 статей в периодических изданиях, опубликованных в период с 1986 по 2015 годы, в числе которых ряд учебно-методических и научных работ, используемых в педагогической практике, а также статьи в изданиях, рекомендованных ВАК для публикации основных научных результатов докторских диссертаций. Член редколлегии московского журнала «История государства Российского».

## Биография
Галина Аксёнова родилась 23 марта 1960 года в Москве. Из семьи рабочих. В 1982 году окончила исторический факультет Московского государственного педагогического института им. В. И. Ленина по специальности «История и обществоведение». Работала учителем в школе. Затем в Отделе рукописей Государственной библиотеки СССР им. В. И. Ленина (с 1992 года ― Российская государственная библиотека) в должности старшего научного сотрудника.
В 1992 году в ПГУ им. В. И. Ленина Аксёнова защитила кандидатскую диссертацию на тему «Народная книжная культура Нижегородского Поволжья, конец XIX ― начало XX вв.», по специальности ― Отечественная история. С 1999 года стала преподавать на историческом факультете того же университета. В 2011 году защитила докторскую диссертацию на тему «Книжные собрания и русская рукописная книга XIX ― начала XX в.: теоретико-методологические и прикладные проблемы источниковедческого и историографического анализа». В 2013 году повысила квалификацию в МПГУ по программе «Проектирование балльно-рейтинговой системы оценивания учебных достижений в соответствии с ФГБОУ ВПО», а в следующем 2014 году по программе ― «Использование возможностей LMS Moodle для смешанного обучения».
Круг профессиональных интересов у Аксёновой широкий ― история православной культуры, история России XIX ― начала XX веков, русский стиль, книжная культура XIX века, кодикология, палеография и прочее.

## Награды и премии
- Грамота святейшего патриарха Московского и всея России Алексия II (1997) — за самоотверженные труды в деле духовного образования на благо Церкви Христовой.
- Диплом МГПИ 2-й степени (2002) — присуждено звание Лауреата 2-й степени — за лучшую научную работу в конкурсе гуманитарного цикла — учебник «История России. XIX век» (2001).
- Диплом и премия АСКИ за 2003 год (2003) — за подготовку к изданию и издание книги «Кутепов Н. И. Великокняжеская и Царская охота на Руси» (2002).
- Диплом и премия АСКИ за 2004 год (2004) — за книгу «Житие преподобного Сергия, Радонежского чудотворца: Миниатюры из лицевого жития конца XVI века собрания Ризницы Троице-Сергиевой Лавры» (2003, вступительная статья и комментарии).
- Премия Союза писателей России, Литературного Фонда России, журнала «Новая книга России» и ИИПК «Ихтиос» «Имперская культура» (2004) — за книгу «Русские полководцы» (совместно с В. А. Волковым)
- Диплом Всемирного русского народного собора, Союза писателей России и Всероссийского фестиваля «Бородинская осень» (2007) — за работу по созданию выставки «Ратное поле России», помощь в организации фестиваля «Бородинское поле» и бережное отношение к русской истории.
- Всероссийская историко-литературная премия «Александр Невский» (2009) — за вклад в дело сохранения исторического наследия России и памяти о её героях, высокую духовную и гражданскую позицию.
- Премия (2009) — за книгу «Русский стиль: гений Фёдора Солнцева».
- Золотая Медаль Российской Академии художеств «Достойному» (2010)
- Грамота митрополита Крутицкого и Коломенского Ювеналия (2010) — за усердные труды на ниве духовно-нравственного просвещения и образования.
- Архиерейская грамота от епископа Якутского и Ленского Романа (Лукина) (2015) — за труды во славу Божию.

## Избранная библиография Галины Аксёновой
- Молитвослов княгини М. П. Волконской работы академика живописи Фёдора Солнцева (М., 1998. — 445 с., ISBN 5-7471-0010-6) — составление, вступление, публикация текста и комментарии.
- Иллюстрированная хроника России (М., 2001. — 815 с., ISBN 5-17-015936-6) — в соавторстве с В. А. Волковым.
- Заказчики и читатели рукописных книг конца XVIII — начала XX веков (М., 2001. — 236 с., ISBN 5-85810-041-1)
- Житие преподобного Сергия, Радонежского чудотворца: Миниатюры из лицевого жития конца XVI века собрания Ризницы Троице-Сергиевой Лавры (М., 2003. — 316 с., ISBN 5-89709-008-4) — составление, вступительная статья, комментарии.
- Русские полководцы (М., 2004. — 208 с., ISBN 5-17-021766-8) — в соавторстве с В. А. Волковым.
- Русский книжный стиль. Этюды о книгах и книжниках (М., 2004. — 288 с., ISBN 5-89709-012-2)
- Русский стиль: Гений Фёдора Солнцева (М., 2009. — 392 с., ISBN 978-5-387-00083-6)
- Русская рукописная книжность в историко-культурных процессах конца XVIII — начала XX веков (М., 2010. — 256 с.)
- Русская книжная культура на рубеже XIX—XX веков (М., 2011. — 200 с., ISBN 978-5-4263-0063-7)
- Андрей Рябушкин (М., 2012. — 96 с., ISBN 978-5-404-00297-3)